# Savigny-sur-Ardres
Savigny-sur-Ardres és un municipi francès, situat al departament del Marne i a la regió del Gran Est. L'any 2007 tenia 262 habitants.

## Demografia

### Població
El 2007 la població de fet de Savigny-sur-Ardres era de 262 persones. Hi havia 108 famílies, de les quals 28 eren unipersonals (12 homes vivint sols i 16 dones vivint soles), 40 parelles sense fills, 32 parelles amb fills i 8 famílies monoparentals amb fills.
La població ha evolucionat segons el següent gràfic:
Habitants censats

### Habitatges
El 2007 hi havia 125 habitatges, 105 eren l'habitatge principal de la família, 10 eren segones residències i 10 estaven desocupats. 120 eren cases i 3 eren apartaments. Dels 105 habitatges principals, 96 estaven ocupats pels seus propietaris, 7 estaven llogats i ocupats pels llogaters i 2 estaven cedits a títol gratuït; 3 tenien una cambra, 6 en tenien dues, 15 en tenien tres, 25 en tenien quatre i 56 en tenien cinc o més. 86 habitatges disposaven pel capbaix d'una plaça de pàrquing. A 43 habitatges hi havia un automòbil i a 48 n'hi havia dos o més.

### Piràmide de població
La piràmide de població per edats i sexe el 2009 era:
| Homes | Edats   | Dones |
| ----- | ------- | ----- |
| 0     | 95 o +  | 0     |
| 2     | 90 a 94 | 0     |
| 0     | 85 a 89 | 3     |
| 3     | 80 a 84 | 5     |
| 4     | 75 a 79 | 6     |
| 5     | 70 a 74 | 5     |
| 7     | 65 a 69 | 7     |
| 13    | 60 a 64 | 6     |
| 4     | 55 a 59 | 8     |
| 13    | 50 a 54 | 14    |
| 12    | 45 a 49 | 9     |
| 10    | 40 a 44 | 14    |
| 10    | 35 a 39 | 4     |
| 10    | 30 a 34 | 7     |
| 6     | 25 a 29 | 6     |
| 8     | 20 a 24 | 6     |
| 9     | 15 a 19 | 7     |
| 7     | 10 a 14 | 6     |
| 4     | 5 a 9   | 7     |
| 5     | 0 a 4   | 7     |

## Economia
El 2007 la població en edat de treballar era de 162 persones, 122 eren actives i 40 eren inactives. De les 122 persones actives 114 estaven ocupades (64 homes i 50 dones) i 8 estaven aturades (3 homes i 5 dones). De les 40 persones inactives 14 estaven jubilades, 7 estaven estudiant i 19 estaven classificades com a «altres inactius».

### Ingressos
El 2009 a Savigny-sur-Ardres hi havia 107 unitats fiscals que integraven 263 persones, la mediana anual d'ingressos fiscals per persona era de 21.620 €.

### Activitats econòmiques
Dels 8 establiments que hi havia el 2007, 5 eren d'empreses de construcció, 1 d'una empresa de comerç i reparació d'automòbils i 2 d'empreses de serveis.
Dels 4 establiments de servei als particulars que hi havia el 2009, 1 era un paleta, 1 guixaire pintor, 1 fusteria i 1 lampisteria.
L'any 2000 a Savigny-sur-Ardres hi havia 26 explotacions agrícoles que ocupaven un total de 405 hectàrees.

## Equipaments sanitaris i escolars
El 2009 hi havia una escola elemental integrada dins d'un grup escolar amb les comunes properes formant una escola dispersa.

## Poblacions més properes
El següent diagrama mostra les poblacions més properes.